# Waldemar Ksienzyk
Waldemar Ksienzyk (Zabrze, Lengyelország, 1963. november 10. –) keletnémet válogatott német labdarúgó, hátvéd.

## Pályafutása

### Klubcsapatokban
1981–1984 között az 1. FC Union Berlin, 1984–1991 között a Berliner FC Dynamo labdarúgója volt a keletnémet bajnokságban. 1991–92-ben a Blau-Weiß Berlin, 1992–1994 között a Wuppertaler SV, 1994–1997 között a Schalke 04, 1997-ben a Waldhof Mannheim, 1997–1999 között a Babelsberg 03 játékosa volt.

### A válogatottban
1987-ben egy alkalommal szerepelt a keletnémet válogatottban.